# 党の歌
党の歌 (Lied der Partei)、または党は常に正しい (Die Partei hat immer recht) とは、ドイツ民主共和国（東ドイツ）の支配政党であるドイツ社会主義統一党 (SED) で歌われた党歌である。歌詞のうち「党、党、それは常に正しい」(Die Partei, die Partei, die hat immer recht) という箇所が特に知られている。
作詞及び作曲は、1949年にチェコスロヴァキア人のルイ・フュルンベルクによって行われ、1950年に初めて歌われた。フュルンベルクは1928年にチェコスロバキア共産党に入党した熱心な共産主義者であった。その歌詞は特にドイツ民主共和国に対する熱烈な賛辞で満ちていたが、これはフュルンベルクのチェコスロバキア共産党に対する感情の発露であるとされる。当時フュルンベルクはプラハに在住していたが、1949年にチェコスロバキア共産党の政権奪取後に開かれた最初の議会に招待されなかったことが彼を深く傷つけた。2001年、彼の妻だったロッテ・フュルンベルクは、彼が自らの忠誠を再び示す為にこの歌詞を書いたのだとして、「彼は自身を侮辱した者たちを正当化する為にこの歌を書いたのです」と語った。またフュルンベルクもこの数年後、妻に「この曲は未だに私を苦しめているのだ」と語ったという 。
現在、この曲はレーニン主義に対する典型的な賛歌と見なされている。また歌詞の一部、「レーニンの魂から生まれスターリンによって結ばれた党よ」(So, aus Leninschem Geist, wächst, von Stalin geschweißt, die Partei) という箇所には1950年代の東独に見られたスターリンに対する個人崇拝の思想が現れている。スターリン批判が行われた1956年のソ連共産党第20回大会後には、この箇所が「レーニンの魂から生まれ、共に団結した党よ」(So aus Leninschem Geist wächst zusammengeschweißt, die Partei) と改められている。
音源はギュンター・コハンによるものがよく知られる。